# Катарсис
Ка́та́рсис (заст. укр. катарса; від дав.-гр. κάθαρσις — очищення) — моральне очищення, піднесення душі через мистецтво, що виникає в процесі співпереживання та співчуття.
Поняття виникло в античності, його вживали у філософії, медицині, естетиці й через свою поліфункціональність воно набуло чимало тлумачень. Давньогрецький мислитель Арістотель зв'язав його з трагедією як літературним жанром. Трагедія викликає гнів, страх, співчуття, і цим змушує глядача відчувати духовне переживання, тим самим виховуючи людину й очищаючи її душу.
У сучасній філософії катарсис трактується як особлива, найвища форма трагізму, коли втілення конфлікту та емоція потрясіння, що його супроводжує, не пригнічують своєю безвихіддю, а «очищують» і «просвітлюють» глядача чи читача.
У медицині катарсис, це звільнення від невротичних розладів за допомогою застосування психотерапевтичних прийомів, спрямованих на емоційне відреагування.

## Катарсис у театрі
Щодо мети трагедії (і не лише трагедії, а й комедії), традиційно вважається, що, як про це писав Арістотель, вона полягає в очищенні душі, — звичайно ж, у найвищому сенсі слова. Проте вже Полібій вважав метою трагедії цікавість, розвагу і задоволення, Солон дорікав першому трагікові Феспісові за «брехню» і «удавання», Платон ставився до трагічного лицедійства як до несерйозної спокуси, а Главкон у Платона стверджував, що безглуздо зараховувати до мудреців і любомудрів «театралів» — любителів видовищ і любителів слухати (театр, за Арістотелем, — задоволення для слуху), оскільки їх анітрохи не тягне до такого роду бесід, де щось обговорюється, зате немов їх хто підрядив слухати всі хори, вони бігають на свята на честь Діоніса, не пропускаючи ні міських Діонісій, ні сільських. Невже ж усіх цих і інших, хто прагне впізнати щось подібне або навчитися якогось нікчемного ремесла, ми назвемо філософами?
Що ж до знаменитого Арістотелевого «очищення пристрастей», якого досягає трагедія, воно служить зазвичай опорою для тих, хто приписує глядачеві ослаблені, естетизовані переживання екстазу.
Однак, у сучасній науці, починаючи з Я. Бернайса та його «медичної» теорії (1857 р.), дедалі більшого поширення набуває точка зору, згідно з якою катарсис трактується як релігійна й медична (ледве не гігієнічна) функція. Приміром, В'ячеслав Іванов тлумачив катарсис як музикотерапію, котра застосовувалася піфогорейцями у процесі лікування маній. Ольга Фрейденберг пише, що обряди очищення супроводжували містерії і драматичну обрядність як дублікат; таке очищення називалося «катарсис» або «катармос» і полягало у вбивстві жертовної тварини.
На думку Н. Брагінської, традиційне розуміння терміну «катарсис» виникло внаслідок невірного перекладу. І далі сенс катарсису дослідниця пояснює у такий спосіб: слово катарсис дійсно використовується у «Поетиці», коли йдеться про технічний термін для ритуального очищення (ритуальний катарсис Ореста після убивства матері). Але катарсис переживає герой, а не глядач.
Ще гуманісти виходили з того, що в «Поетиці» йдеться про катарсис у тому ж сенсі, в якому це слово вживається у кн. VIII «Політики» Арістотеля, на сторінках якої він пише про катарсичні мелодії, що використовуються у священних ритуальних піснеспівах. На збудливих і емоційних осіб вони дуже впливають, приносячи їм «свого роду зцілення й очищення (катарсис)» і «очищення і полегшення, сполучене із задоволенням». Ці катарсичні мелодії в театральних виставах Арістотель призначає глядачам найнижчого роду — людям вульгарним, заради яких і доступного їм відпочинку й існує, за Арістотелем, видовищний і музичний бік театральних видовищ. Глядачам іншого роду — вільнонародженим і вихованим, катарсичні й ентусіастичні мелодії не потрібні.
Ще прозорішою стає думка у Платона, котрий пише про катарсис, розглядаючи фізичні вправи, лазні, а головне вживає термін у значенні «очищення думок», тобто «усунення думок», «очищення від думок».